# Marie Louise Ngo Ebem
Marie Louise Ngo Ebem, née le 1er avril 1986, est une taekwondoïste camerounaise.

## Biographie
Marie Louise Ngo Ebem est médaillée de bronze dans la catégorie des moins de 62 kg aux Jeux africains de 2011 à Maputo.